# Celle
Celle [ˈʦɛlə] je mesto in prestolnica okrožja Celle v Spodnji Saški v Nemčiji. Mesto leži na bregovih reke Aller, pritoku reke Weser in ima približno 71.000 prebivalcev. Celle so južna vrata do Lüneburške resave (Lüneburger Heide). Mesto ima grad (Dvorec Celle), zgrajen v renesančnem in baročnem slogu in slikovito staro mestno jedro (Altstadt) z več kot 400 pollesenimi hišami, zato je Celle med člani Nemške poti predalčnih konstrukcij. Od leta 1378 do leta 1705 je bil Celle rezidenca lüneburške veje grofov Braunschweig-Lüneburg (Rodbina Welf), ki so jih njegovi prebivalci izgnali z njihovega prvotnega vojvodskega sedeža.

## Geografija
Mesto Celle leži v ledeniški dolini reke Aller, približno 40 kilometrov severovzhodno od Hannovra, 60 kilometrov severozahodno od Braunschweiga in 120 kilometrov južno od Hamburga. Z 71.000 prebivalci je poleg Lüneburga največje spodnjesaško mesto med Hanovrom in Hamburgom.

### Obseg
Mesto pokriva površino 176,05 kvadratnih kilometrov. Iz severovzhoda priteče Lachte, pritok Allerja znotraj meja mesta, prav tako kot Fuhse, ki teče od jugovzhoda. Aller se zahodno usmeri proti Verden an der Aller, kjer se pridruži reki Weser.

### Okrožja
Mesto Celle je razdeljeno na 17 okrajev ali mestnih delov, od katerih so bila nekatera prej neodvisne vasi (prebivalstvo na dan 1. januarja 2005: Altencelle (4998), Altenhagen (922), Blumlage/Altstadt (8526), Bostel (455), Boye (832), Garßen (2978), Groß Hehlen (2773), Hehlentor (7974), Hustedt (736), Klein Hehlen (5782), Lachtehausen (639), Neuenhäusen (8082), Neustadt/Heese (10887), Scheuen (1165), Vorwerk (2842), Westercelle (7183) in Wietzenbruch (4805).

## Zgodovina

### Srednji vek
Celle je prvič omenjen v dokumentu leta 985 kot Kellu (Fischbucht - ribji zaliv). V 11. stoletju mu je bila dodeljena pravica do kovnice in lastnih kovancev (Münzrecht), nekaj kovancev je bilo najdenih v Sandurskem zakladu na Ferskih otokih. Leta 1292 je vojvoda Oton II. Strogi (1277-1330), Welf, ki je vladal kneževini Lüneburg od leta 1277 do 1330, zapustil Altencelle, kjer je od 10. stoletja prišlo do obrambe v obliki krožnega obzidja (Ringwall von Burg) in ustanovil pravokotno naselje ob obstoječem gradu (Burg) 4 km na severozahod. Leta 1301 je Celleju podelil mestne pravice in leta 1308 začel graditi mestno cerkev.
Leta 1378 je Celle postal sedež vojvodine Saška-Wittenberg, leta 1433 so se v gradu nastanili knezi Lüneburški. Vojvodska palača je na trikotniku med reko Aller in pritokom Fuhse. Jarek, ki je povezoval reki, je bil zgrajen leta 1433 in središče mesta spremenil v otok. Leta 1452 je vojvoda Friderik Pobožni Lüneburški ustanovil frančiškanski samostan. Leta 1464 je monopol nad prevozom žita ustvaril pogoje za gospodarski dvig mesta.

### Zgodnja moderna doba
Leta 1524 je Celle dosegla reformacija. Leta 1570 je vojvoda Viljem mlajši zgradil grajsko kapelo, ki je bila posvečena leta 1585. Od 1665 do 1705 Celle doživi kulturni razcvet kot Residenz pod vojvodo Georgom Viljemom. Bilo je posebej izpostavljeno njegovi francoski ženi, Eleonore d'Olbreuse, ki je v Celle pripeljala prijatelje (hugenotske kristjane) in italijanske arhitekte. V tem času so bili postavljeni francoski in italijanski vrtovi in zgrajeno baročno grajsko gledališče.
Leta 1705 je umrl zadnji vojvoda linije Braunschweig-Lüneburg, Celle pa je skupaj s Kneževino Lüneburg prešel pod elektorat Hanover, linijo Welfov. Kot odškodnino za izgubo statusa kot rezidence so bile v Celleju ustanovljene številne upravne ustanove, kot so Višje pritožbeno sodišče (Oberappellationsgericht), zapor in državna kobilarna. Začel se je razvijati v upravni in pravosodni center. Tudi danes so v Celleju sedež Sodišča za socialno varnost Spodnje Saške in Bremna ter višjega sodišča, odgovornega za večino Spodnje Saške. Celle je še vedno sedež zapora (Justizvollzugsanstalt Celle ali JVA Celle). Da so se prebivalci Celleja enkrat - z glasovanjem - odločili, da imajo zapor in ne univerze, da bi zaščitili svoje hčerke, ni mogoče preveriti, vendar pa je ostala trajna anekdota v ljudski folklori.
Avgusta 1714 se je na britanski prestol povzpel Jurij Hanovrski, vojvoda Braunschweig -Lüneburg (Jurij I. Britanski). Od takrat do leta 1866, ko je mesto v času avstro-pruske vojne kot mesto province Hanover postalo Prusko, je Celle posedoval britansko Hanovrsko linijo.
Leta 1786 je Albrecht Thaer ustanovil prvi nemški kmetijski inštitut za testiranje travnikov pri Dammaschu (danes Thaerovi vrtovi). Šola Albrecht-Thaerja je danes del poklicnega centra v podeželski četrti Celleja v Altenhagenu.

### Sodobnost
Leta 1842 so v Celleju zgradili vojašnico Cambridge Dragoons (Cambridge-Dragoner-Kaserne) za polk, ki je bil imenovan po hanovrskem knezu Adolfu, vojvodi Cambriškem. Po širitvi leta 1913 in delni obnovi po požaru leta 1936 se je leta 1945 preimenovala v vojašnico Goodwood in od 1976 do 1996 bila v nemških oboroženih silah, Bundeswehr, sedež Panzerbrigade 33. Leta 1989 je bila znova preimenovana v Cambridge-Dragoner-Kaserne. Od leta 1996 se območje večinoma uporablja za namestitev enega največjih mladinskih centrov v Spodnji Saški.
Po drugi svetovni vojni so do leta 1993 vojašnice uporabljali britanski vojaki, dokler niso bile vrnjene lokalnim oblastem. Danes so novih obnovljenih opečnih zgradbah nova mestna hiša (Neue Rathaus) in mestni svet. Na preostalem terenu so bile postavljene stanovanjske stavbe in mestni park.
Leta 1892 je bil - s pomočjo številnih donacij državljanov, ustanovljen sodobni muzej Boman s pomembnimi zbirkami ljudske in mestne zgodovine. Leta 1913 je bil na mestni cerkvi zgrajen 74 metrov visok stolp z uro, leta 2008 pa je bila deležna obsežne obnove. V 1920-ih je bila zgrajena svilarna. Leta 1932 je bila združena z družbo Peine, ki je postala Seidenwerk Spinnhütte AG. Ta koncern se je v času nacizma razširil v center za oboroževanje pod imenom "Seidenwerk Spinnhütte AG". Podružnica, ustanovljena leta 1936, "Mitteldeutsche Spinnhütte AG", je vodila vojne priprave preko svojih podružnic v osrednjih nemških mestih Apolda, Plauen, Osterode, Pirna in Wanfried. Edini izdelek je bila padalska svila, ki je bila potrebna za padalce Wehrmachta. 
Septembra 1929 je Rudolph Karstadt odprl veleblagovnico Karstadt v središču mesta Celle, katere fasada je bila enaka kot pri trgovini Karstadt na berlinskem Hermannplatzu. Podružnica Celle je bila porušena v šestdesetih letih prejšnjega stoletja, zamenjala jo je kontroverzna nova stavba, katere aluminijasta fasada naj bi predstavljala Cellejeve lesene hiše.

### Doba nacizma
V Kristalni noči, protijudovskemu pogromu v nacistični Nemčiji 9. in 10. novembra 1938, je bila sinagoga v Celleju zaščitena pred popolnim uničenjem, ker bi obstajala nevarnost za sosednjo tovarno usnja in druge dele zgodovinskega Altstadta.
1. aprila 1939 so bili v Celle vključeni Altenhäusen, Klein Hehlen, Neuenhäusen, Vorwerk in Wietzenbruch. 8. aprila 1945 se je zgodil edini resni zavezniški bombni napad na mesto med drugo svetovno vojno, ko je bilo uničenih 2,2% mesta, zlasti na industrijskih območjih in železniškem tovornem terminalu. Vlak, v katerem je bilo približno 4000 zapornikov namenjenih v bližnje koncentracijsko taborišče Bergen-Belsen, je bil prizadet. Napad je zahteval več sto žrtev, nekateri zaporniki pa so uspeli pobegniti v bližnji gozd. SS stražarji in Cellejevi državljani so sodelovali v tako imenovanem lovu (Celler Hasenjagd) . "Lov" je zahteval več sto mrtvih in se končal 10. aprila 1945 in predstavljal najtemnejše poglavje v zgodovini mesta . Natančno število žrtev ni bilo ugotovljeno. Več storilcev je bilo pozneje preganjano in obsojeno za ta vojni zločin.
Približno 2,2% ali 67 hiš je bilo uničenih v drugi svetovni vojni. 12. aprila 1945 se je mesto predalo brez odpora zavezniškim enotam, tako da sta zgodovinsko središče mesta in grad preživeli vojno popolnoma nepoškodovana.

### Povojno obdobje
Po vojni je Celle skupaj z Bonnom in Frankfurtom zaprosil za sedež v parlamentarnem svetu (Parlamentarischer Rat), takojšnjem povojnem vladnem organu v Nemčiji, ki ga je kasneje nadomestil zahodnonemški Bundestag. Na koncu je privilegij dobil Bonn.
Celle je 1. januarja 1973 izgubil status samostojnega mesta in postal največja občina v novem okrožju (Kreis) Celle. Postal je tudi največje mesto v novi regiji (Regierungsbezirk) v Lüneburgu. Mesto Celle je vključilo tudi številne vasi iz okolice.
Lüneburška regija je bila leta 2004 razpuščena skupaj z ostalimi upravnimi okrožji Spodnje Saške. Celle je trenutno dvanajsto največje mesto v Spodnji Saški.

### Rast prebivalstva
V srednjem veku in v zgodnjem sodobnem obdobju je imel Celle le nekaj tisoč prebivalcev. Prebivalstvo je raslo počasi in pogosto upadlo zaradi številnih vojn, epidemij in obdobij lakote. Šele z začetkom industrializacije v 19. stoletju se je rast prebivalstva pospešila. Leta 1818 je dosegla skupno 8800, vendar se je do leta 1900 več kot podvojila na 20.000. Vključitev okoliških vasi 1. aprila 1939 je še povečala (umetno) število na 38.000.
Kmalu po drugi svetovni vojni so številni begunci in razseljeni ljudje iz nemških območij vzhodne Evrope do decembra 1945 povzročili strm porast števila prebivalcev v nekaj mesecih s približno 17.000 na 55.000. Dodatek novih občin 1 januarja 1973 je v okrožju Celle prinesel dodatnih 18.691 ljudi, tako da je skupno število prebivalcev zrastlo na 75.178 - zgodovinsko visoko. 30. junija 2005 je bilo uradno število prebivalcev v okrožju Celle po posodobitvi Statističnega urada Spodnje Saške 71.402.

## Gospodarstvo
Turizem daje velik prispevek k Cellejev gospodarstvu, zlasti v poletnih mesecih v času festivalov jazza, vina in drugih, ki privabljajo na tisoče obiskovalcev.
Mesto ni znano po težki industriji, vendar so številna podjetja, ki delujejo v Celleju dosegla svetovni trg. Celle ima nekaj povezav z naftno industrijo, čeprav zlasti podjetja za inženiring za vrtanje, Cameron (globalni izvajalec nadzora tlaka, obdelave, nadzora pretoka in kompresijski sistemi ter storitve upravljanja projektov in poprodajnih storitev za naftno in plinsko in procesno industrijo) ter ITAG (izvajalci vrtanja in proizvodni obrati). Halliburton, ustanovljen leta 1919, je eden največjih ponudnikov izdelkov in storitev v energetiki na svetu. Obstaja tudi šola za vrtalne tehnike.
Druge lahke industrije vključujejo elektroniko, proizvodnjo hrane in obdelavo kovin, lesa in plastike. Poleg tega je proizvajalec črnila, tovarna papirja in proizvajalci glasbenih instrumentov. Celle je tudi dom nemškega instituta Bee, ki izvaja znanstvene študije o čebeljih vrstah in ima svoje čebele.
Celle je znano tudi kot mesto javnih uslužbencev, zaradi velikega števila vladnih uradnikov in odvetnikov, ki tam delajo, in zagotavljajo pomembne upravne in sodne službe v regiji. Prav tako je pomembo kmetijstvo in gozdarstvo.

## Znamenitosti
Stavbe v starem mestnem jedru Celleja segajo v 16. stoletje, med njimi številne (in okoli 480 obnovljenih) pollesene hiše, zaradi česar je Celle pomembno mesto za turizem. Najbolj impresivna stavba je vojvodska palača, dvorec Celle, ki je bila zgrajena leta 1530 na mestu nekdanjega gradu. Druga pomembna atrakcija je Stadtkirche (mestna cerkev, 1308) s svojim belim stolpom, od koder mestni trobentač trobi dvakrat na dan (stara tradicija, ki je bila oživljena kot turistična zanimivost). Celle ima sinagogo, zgrajeno leta 1740, ena redkih, ki je preživela nacistični pogrom leta 1938, zahvaljujoč lokaciji v ozki ulici pollesenih hiš ob pomembni tovarni usnja.
Celle je znan tudi kot vstopna točka za turiste v Lüneburger Heide, veliko območje resave, geesta in gozdov v severovzhodnem delu države Spodnja Saška.
Koncentracijski tabor Bergen-Belsen, kjer je Ana Frank umrla leta 1945, je blizu Celleja. Danes spominski in razstavni center označuje kraj taborišča.

### Muzeji
Muzej Bomann nasproti dvorca ima dela umetnika Eberharda Schlotterja in razstavo lokalne in zgodovine mesta. V njem je zbirka Tansey Collection, zbirka portretnih miniatur. Muzej umetnosti (Kunstmuseum Celle) z zbirko Roberta Simona je povezan z muzejem Bomann.
V samem dvorcu je muzej Residenz, ki dokumentira knežjo hišo Welf. Muzej Garrison se ukvarja z zgodovino Celle Garrison od leta 1866 do danes, medtem ko je Muzej streljanja (Schützenmuseum) v Haus der Stadtmauer posvečen zgodovini strelskega kluba. V starem skladišču (Treppenspeicher), zgrajenem leta 1607, pa tudi oranžeriji, zgrajeni leta 1677 za Inštitut za čebelarstvo, je razstava čebelarstva.

### Parki
Slikovit francoski vrt leži takoj južno od Altstadta in je tam, kjer najdemo Spodnjesaški inštitut za čebelarstvo. Grajski park s svojimi jarki je na mestu nekdanje obrambne utrdbe vojvodskega gradu. Ob Bahnhofstraße je območje komunalnega pašnika, ki se uporablja kot javni park in igrišče. Na desnem bregu Allerja so Dammaschwiesen - travniki, priljubljena destinacija za izlete in rekreacijo, takoj tik ob njih pa je vrt zdravilnih rastlin in Thaersov vrt z majhno domačo hišo. Z novo mestno hišo je nedavno postavljen mestni park. 

### Pobratena mesta
Celle je pobraten z:
| - Woluwe-Saint-Lambert, Bruselj, Belgija - Kwidzyn, Pomeranija, Poljska - Celle Ligure, Savona, Ligurija, Italija - Hämeenlinna, Finska - Holbæk, Danska - Sumy, Ukrajina. | - Meudon, Hauts-de-Seine, Île-de-France, Francija - Tavistock, Devon, Anglija, Združeno kraljestvo - Tyumen, Rusija - Tulsa, Oklahoma, ZDA - Mazkeret Batya, Izrael |